# نوئه پاماروت
نوئه پاماروت (انگلیسی: Noé Pamarot؛ زادهٔ ۱۴ آوریل ۱۹۷۹) بازیکن فوتبال اهل فرانسه است.
از باشگاه‌هایی که در آن بازی کرده‌است می‌توان به باشگاه فوتبال هرکولس، باشگاه فوتبال گرانادا، باشگاه فوتبال تاتنهام هاتسپر، باشگاه فوتبال پورتسموث، و باشگاه فوتبال نیس اشاره کرد.